# 白巧克力

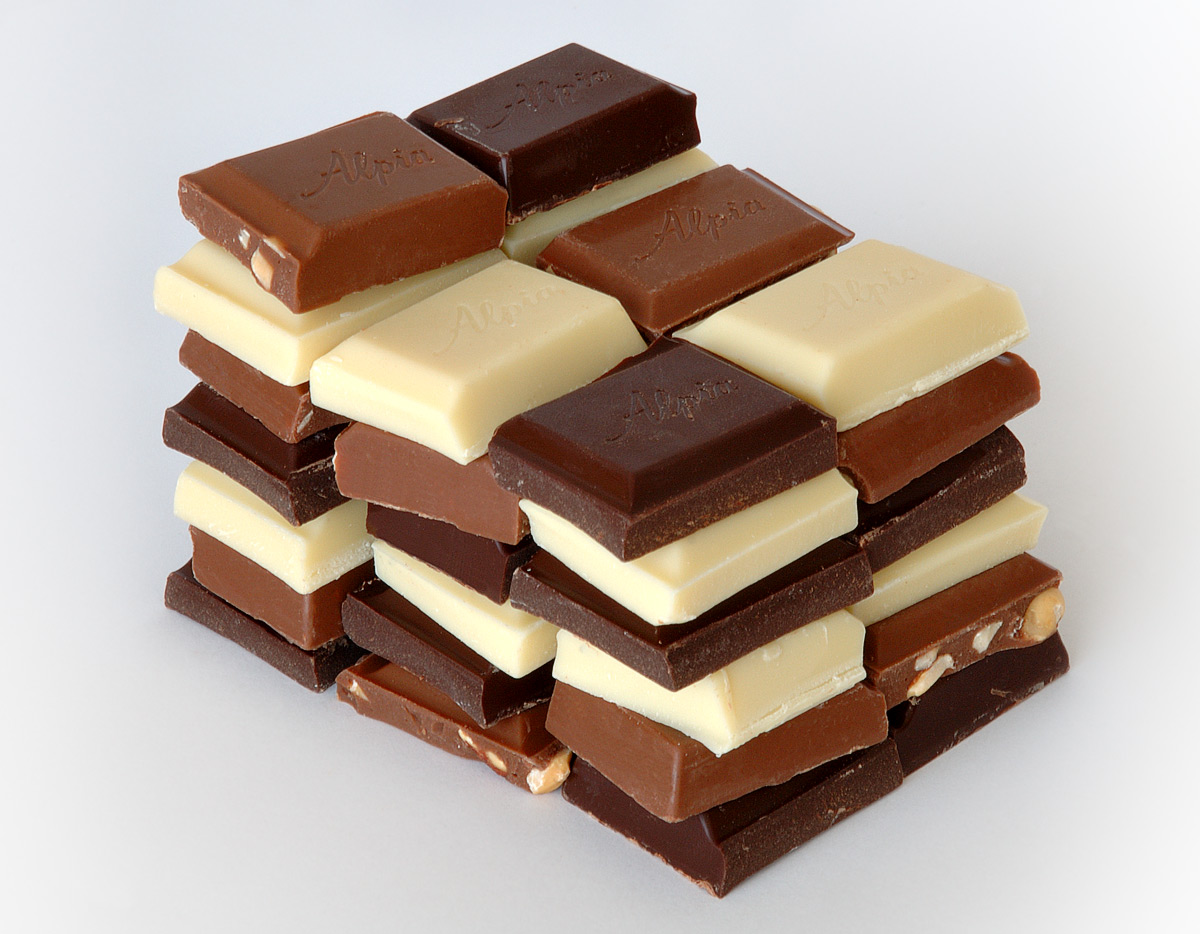
巧克力色澤由白到黑不等，可可粉決定了它色澤有多深。

白巧克力和一般巧克力不同是它並沒加入可可粉、而是僅由可可脂製成。它亦包括奶固體、糖和香料（通常包括香草）。可可脂是令巧克力在室溫時保持固體而又很快在口中融化的原因，因此白巧克力和巧克力有同樣的質地只是味道不同。和其他巧克力不同的是它不含咖啡因。

## 來源和製造
二次大戰後，瑞士Hebert Candy Mansion因在一年前看到歐洲同業出售而把它首次引入美國。1984年雀巢公司推出有杏仁碎的白巧克力棒令它風行美國。

## 成分和原料
由於白巧克力有別於可可膏，很多國家不承認它有被稱為巧克力的資格。2004年起美國規定白巧克力必須有按重量計最少20%可可脂，14%乳製品，和少於55%甜味劑如糖。之前需要申請臨時許可才能出售這種巧克力。歐盟取用類似規定必須有最少兩成可可脂和14%乳製品。
有些所謂白巧克力由植物油製造，分別是植物油造的是純白的，而可可脂造的是象牙色。

## 烘焗
巧克力不僅可以食用，也是西點蛋糕製作原料。不過巧克力溫度不可超過50℃，否則巧克力含的可可脂會分解變質而失去光澤。和其他巧克力一樣只要有水分便會變得不可再食(使)用。有烘焙專用巧克力磚可購買但這因而要自行用刀切開導致分量不精確，因此切成小塊或細碎較易掌握分量。